# The Wagon
Singles de Dinosaur Jr.
Just Like Heaven Whatever's Cool With Me
The Wagon est une chanson du groupe Dinosaur Jr., composée par J Mascis. Elle est d'abord éditée en single par Sub Pop et Glitterhouse en juin 1990. Elle ouvre ensuite l'album Green Mind publié en février 1991. En face B de la première édition du single se trouve le titre Better Than Gone, composé par Don Fleming de Gumball.

## Première sortie (juin 1990)
Le single The Wagon est publié aux États-Unis par Sub Pop en juin 1990. Le single est aussi édité en Allemagne par Glitterhouse Records.
Pour l'enregistrement, Mascis s'entoure d'une formation éphémère comprenant, outre le batteur cofondateur Murph, Don Fleming et Jay Spiegel (du groupe Gumball). Donna Dresch (du groupe Team Dresch) figure dans les remerciements pour avoir joué la partie de basse.
La chanson est enregistrée dans les studios Fort Apache, à Cambridge, dans l'État du Massachusetts. L'ingénierie sonore est assurée par Sean Slade et Paul Kolderie.

## Rééditions européennes et japonaises (janvier 1991)
À la suite du contrat que le groupe décroche avec Warner via ses filiales Sire Records et Blanco y Negro, le single est remixé, réédité et agrémenté de nouvelles faces B en janvier 1991. The Wagon restera le seul single extrait de l'album Green Mind, dont il fait l'ouverture. Le clip vidéo réalisé pour la chanson utilise la technique de l'animation de pâte à modeler.
Il passe deux semaines dans le UK Albums Chart britannique, avec un pic à la 49e position. Aux États-Unis, le single atteint la 22e position du classement Alternative Songs.
En mai 1992, le groupe interprète The Wagon sur le plateau de l'émission Late Night with David Letterman. Pour cette première performance à la télévision, le groupe est accompagné du backing band de l'émission, dont Paul Shaffer.
Le titre et les paroles de la chanson font référence aux voitures de type break (station wagon en anglais) utilisées par le groupe à ses débuts : « Nos parents avaient tous les deux un break, et c'est ainsi que nous nous déplacions, 
dans les voitures de nos parents. Notre première tournée, nous l'avons faite dans un break. (...) 
C’était une bonne voiture car elle pouvait contenir beaucoup de choses.
Elle faisait en quelque sorte partie du groupe quand nous avons commencé.
J'aimerais que les voitures aient encore ces panneaux en bois. ».

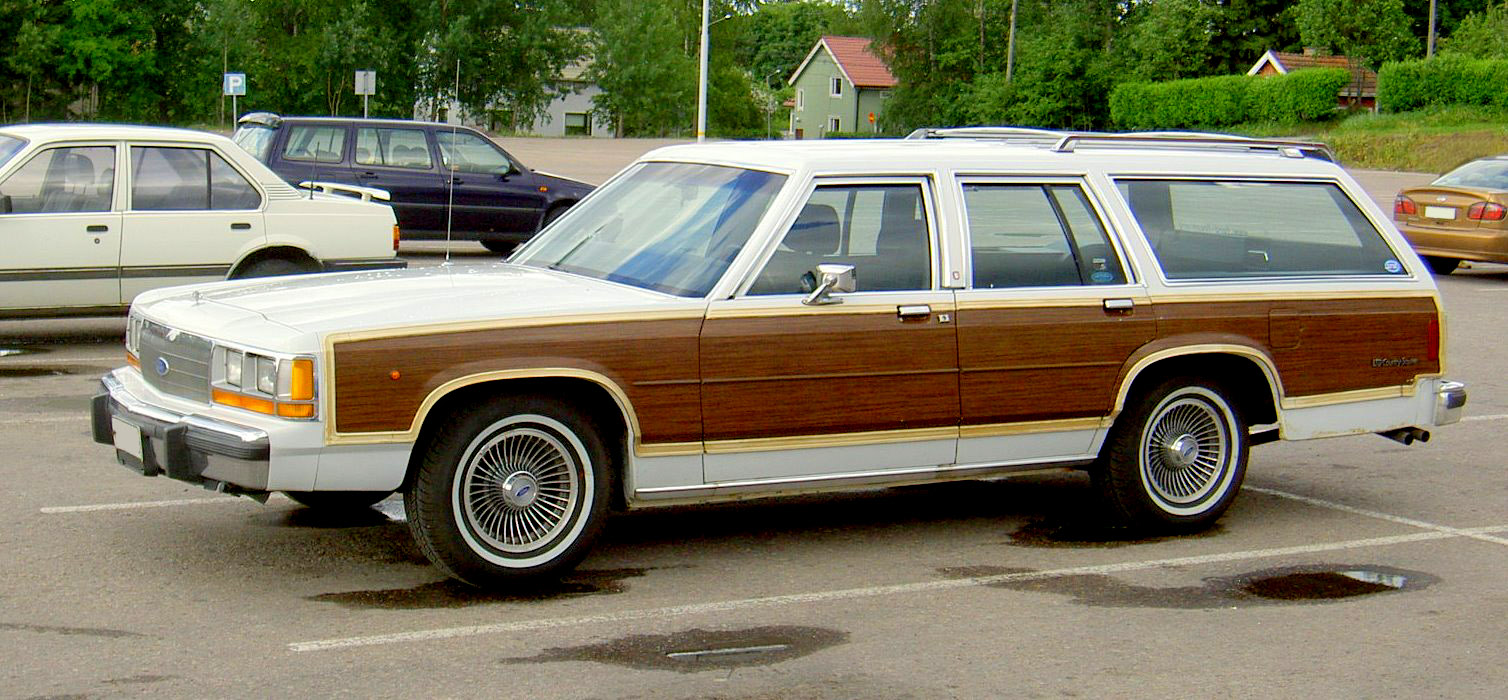
Un véhicule de type break, à l'origine du titre de la chanson.

### Dinosaur Jr.
- J Mascis - guitare électrique, chant
- Murph - batterie
- Jay Spiegel - tom
- Don Fleming - guitare et chœurs
- Donna Biddle aka Donna Dresch - basse

### Liste des titres
- 1990 : 45 tours - Sub Pop , Glitterhouse Records

| No | Titre            | Auteur      | Durée |
| -- | ---------------- | ----------- | ----- |
| 1. | The Wagon        | J Mascis    | 4:40  |
| 2. | Better Than Gone | Don Fleming | 3:35  |

- 1991 : 45 tours, cassette single - Blanco y Negro Records -

| No | Titre                         | Auteur   | Durée |
| -- | ----------------------------- | -------- | ----- |
| 1. | The Wagon                     | J Mascis | 4:40  |
| 2. | The Little Baby               | J Mascis | 2:07  |
| 3. | Not You Again (morceau caché) | J Mascis | 2:29  |

- 1991 : Maxi 45 tours 12″, CD single - Blanco y Negro Records -

| No | Titre                     | Auteur                                          | Durée |
| -- | ------------------------- | ----------------------------------------------- | ----- |
| 1. | The Wagon                 | J Mascis                                        | 4:40  |
| 2. | Pebbles + Weeds           | J Mascis                                        | 5:23  |
| 3. | The Little Baby           | J Mascis                                        | 2:07  |
| 4. | Not You Again             | J Mascis                                        | 2:29  |
| 5. | Quicksand (Wagon Reprise) | David Bowie non crédité/adaptation par J Mascis | 4:29  |

- 1991 - CD single - WEA Music –

| No | Titre                     | Auteur                              | Durée |
| -- | ------------------------- | ----------------------------------- | ----- |
| 1. | The Wagon                 | J Mascis                            | 4:40  |
| 2. | Pebbles + Weeds           | J Mascis                            | 5:23  |
| 3. | Throw Down                | J Mascis                            | 0:49  |
| 4. | Not You Again             | J Mascis                            | 2:29  |
| 5. | The Little Baby           | J Mascis                            | 2:07  |
| 6. | Quicksand (Wagon Reprise) | David Bowie/adaptation par J Mascis | 4:29  |